# Le conseguenze dell'amore
Le conseguenze dell'amore és una pel·lícula italiana del 2004 escrita, dirigida i creada per Paolo Sorrentino. Presentada a competició al 57è Festival Internacional de Cinema de Canes, la pel·lícula va recollir molts premis als David di Donatello 2005, els Nastri d'argento 2005 i els Globi d'oro; arran d'aquest gran èxit de crítica es va reestrenar als cinemes italians.

## Argument
Titta Di Girolamo és un home de mitjana edat que fa vuit anys que viu ociosament en un hotel a Lugano, a Suïssa. Pateix insomni, fa deu anys que està separat i sovint truca als seus tres fills que no volen parlar amb ell. L'únic contacte humà que té és amb el gerent de l'hotel, per pagar regularment la factura, i amb una parella d'ancians, una vegada benestants i reduïda a viure en una habitació de l'hotel que tenien, amb qui juga sovint i de bon grat a l'asso presotto, l'únic joc de cartes que Titta diu conèixer des de la seva infantesa. Usuari habitual d'heroïna, se sotmet a un costós procediment de neteja de sang un cop l'any per desintoxicar-se.
A la primera part de la pel·lícula, ignorem els orígens del seu estil de vida i la seva actitud d'esperar i veure, fins que el veiem cobrant uns diners que li van aportar alguns personatges ombrívols. Titta és, de fet, un adinerat comptable i corredor financer, amb clients en l'entorn mafiós, que un dia, després d'haver fracassat en una negociació molt important, es va veure obligat pels seus clients criminals a instal·lar-se a Suïssa en una mena d'exili per actuar, durant la resta de la seva vida, com el seu custodi de la moneda bruta. La seva vida, marcada per accions rígidament preordenades, comença a desfer-se'n quan coneix la Sofia, una jove cambrera de l'hotel. Un sentiment sembla créixer entre els dos i un dia Titta regala a la noia un cotxe esportiu car robant cent mil dòlars d'una de les maletes que ha de dipositar ràpidament al banc.
L'endemà, la Sofia té un accident de cotxe mentre a Titta li roben la maleta dos afiliats que intenten usurpar el seu cap i que l'home elimina. Convocat pel cap, demostra la seva innocència negant-se a retornar els diners, havent-los lliurat als dos cònjuges grans de l'hotel. El cap intenta forçar-lo a parlar, però quan es nega, el fa submergir-se en un pilar de formigó. L'últim pensament de Titta va al seu millor amic, a qui fa més de vint anys que no veu, ara treballador de l'Enel reparant línies elèctriques a la muntanya.

## Repartiment
- Toni Servillo: Mira Girolamo
- Olivia Magnani: Sofia Giorgi
- Adriano Giannini: Valerio Di Girolamo
- Arturo Muselli: fill de Titta Di Girolamo
- Raffaele Pisu: Carles
- Angela Goodwin: Isabella
- Gianna Paola Scaffidi: Julia
- Giselda Volodi: cambrera
- Nino D'Agata: Nadal
- Enzo Vitagliano: Pippo D'Antò
- Diego Ribon: director de l'hotel
- Antonio Ballerio: director del banc
- Pietro Manigrasso: missatger bancari
- Giovanni Morosso: Dino Giuffrè
- Marian Stan: porter de nit
- Manuela Lamanna: la dona amb la maleta
- Giovanni Vettorazzo: Letizia
- Gilberto Idonea: el gran assassí pagat
- Gaetano Bruno: Nicolò, el jove assassí pagat
- Roberta Fossile: comptable
- Ana Valeria Dini: lectora
- Vittorio Di Prima: Nitto Lo Riccio
- Rolando Ravello: home amb corbata de llaç

## Producció
La pel·lícula es va rodar íntegrament al Ticino, principalment a Lugano, però amb alguns plans també fets a Bellinzona, Chiasso, Mendrisio i al Piano di Magadino.
L'escena final està ambientada en una pedrera prop de Caserta.

## Banda sonora
La música original és de Pasquale Catalano. Entre les cançons no originals hi ha cançons de Lali Puna, Mogwai, Boards of Canada i Ornella Vanoni.
1. Pasquale Catalano - Intro (1:17)
2. Lali Puna - Scary World Theory (4:45)
3. Mogwai - Moses I Amn't (3:00)
4. Mogwai - Tracy (Kid Loco's Playing With the Young Team Remix) (8:35)
5. James - Hello (3:47)
6. Isan - Scoop Rmx (5:12)
7. Grand Popo Club - Arab Skank (3:51)
8. Ornella Vanoni - Rossetto e Cioccolato (4:01)
9. Pasquale Catalano - Le Conseguenze dell'Amore (7:32)
10. Francesco Forni - Terapia Interrotta (2:39)
11. Isan - Remegio (6:47)
12. Terranova - Concepts (3:31)
13. Boards of Canada - Gyroscope (3:37)
14. Lali Puna - Satur-Nine (1:32)
15. Pasquale Catalano - La Cava (2:42)
16. Fila Brazillia - Subtle Body (9:02)
17. Depth Charge - Sex, Sluts & Heaven (Bordello Mix) (6:24)

## Distribució
La pel·lícula es va estrenar als cinemes el 24 de setembre de 2004.

## Recepció
El lloc web de l'agregador de ressenyes Rotten Tomatoes va informar d'una puntuació d'aprovació del 83%, basada en sis crítiques, amb una mitjana aritmètica ponderada de 7,3/10.
La pel·lícula destaca per la seva cinematografia extremadament elegant. L'escena més memorable mostra a Titta injectant-se heroïna i veu la càmera girar 180 graus mentre segueix el cap de Titta que cau. Brian Gibson a Vue Weekly afirma que "l'estil es converteix en substància; els talls i els angles creen la narració, la superfície de la pantalla obre profunditats" assenyalant aquesta escena així com "les càmeres lliscants, il·lusions d'angle i profunditat de camp [que fan que apareguin] visió del comportament humà". Segons ell, la banda sonora posa l'accent en "la frescor i estranyesa d'una Suïssa freda i financera: un purgatori semblant a Dante per a Titta".
D'altra banda, Richard M. Porton a Chicago Reader argumenta que "l'atac sovint juganer de Sorrentino a les convencions de gènere està sabotejat per un estil visual ostentós que […] és poc més que una bossa de trucs buits"
Els crítics també han elogiat els plans de seguiment de la pel·lícula i la seqüència d'obertura, que representa un passadís blanc brillant: Anton Bitel a Eye for Film escriu que "amb una economia senzilla, aquesta escena […] estableix diverses característiques clau de la pel·lícula, perquè encapsula l'estatus de Titta com a observador distant, encapsulat des del "nivell del carrer" dels afers humans quotidians, a més d'oferir una visió primerenca del desordre catastròfic que el desig pot comportar".

## Reconeixement
- 2004 - Festival de Cinema de Canes
  - Nominació Palma d'oro a Paolo Sorrentino
- 2005 - David di Donatello
  - Millor pel·lícula
  - Millor director a Paolo Sorrentino
  - Millor guió a Paolo Sorrentino
  - Millor actor en un paper protagonista a Toni Servillo
  - Millor fotografia a Luca Bigazzi
  - Nominació Millor Productor a Domenico Procacci i Nicola Giuliano
  - Nominació Millor actor secundari a Raffaele Pisu
  - Nominació Millor banda sonora a Pasquale Catalano
  - Nominació Millor muntatge a Giogiò Franchini
  - Nominació Millor so a Daghi Rondanini i Emanuele Cecere
- 2005 - Globi d'oro
  - Millor guió a Paolo Sorrentino
  - Millor actriu revelació a Olivia Magnani
  - Nominació Millor actriu a Olivia Magnani
- 2005 - Nastri d'argento
  - Millor actor principal a Toni Servillo
  - Millor actor secundari a Raffaele Pisu
  - Millor argument a Paolo Sorrentino
  - Millor fotografia a Luca Bigazzi
  - Nominació Millor director a Paolo Sorrentino
  - Nominació Millor productor a Fandango
  - Nominació Millor muntatge a Giogiò Franchini
  - Nominació Millor banda sonora a Pasquale Catalano
- 2005 - Ciak d'oro
  - Ciak d'oro a la millor pel·lícula[8]
  - Millor director a Paolo Sorrentino[8]
  - Millor so en directe a Daghi Rondanini e Emanuele Cecere[8]
  - Millor muntatge a Giogiò Franchini[8]
- 2005 - Premis del Cinema Europeu
  - Nominació al Premi del públic al millor director a Paolo Sorrentino
  - Nominació al Premi del public al millor actor a Toni Servillo
- 2005 - Italian Online Movie Awards
  - Millor pel·lícula italiana
  - Millor actor protagonista a Toni Servillo
- 2004 - Festival de Cinema de Cabourg
  - Grand Prix a Paolo Sorrentino

## Trovia
Sorrentino va declarar que es va inspirar en l'estructura narrativa de la pel·lícula Jackie Brown de Quentin Tarantino per al guió de la pel·lícula..